# Felix Nussbaum

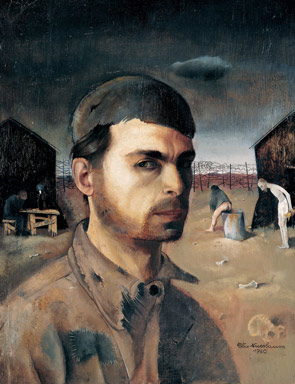
Selbstporträt (1940)

Felix Nussbaum (geboren am 11. Dezember 1904 in Osnabrück; gestorben nach dem 20. September 1944 im KZ Auschwitz-Birkenau) war ein deutscher Maler der Neuen Sachlichkeit.
1932 verlor er durch Brandstiftung einen Großteil seiner Werke. 1933 verließ er Deutschland wegen der beginnenden Judenverfolgung in der Zeit des Nationalsozialismus. Ab 1940 versteckte er sich in Brüssel. Dort wurde er nach einer Denunziation mit 562 weiteren Juden mit einem der letzten Transporte in das KZ Auschwitz deportiert, wo er und seine Ehefrau am 2. August 1944 eintrafen. Er wurde als Lagerhäftling geführt und starb wahrscheinlich vor der Befreiung des Lagers (27. Januar 1945).

## Leben

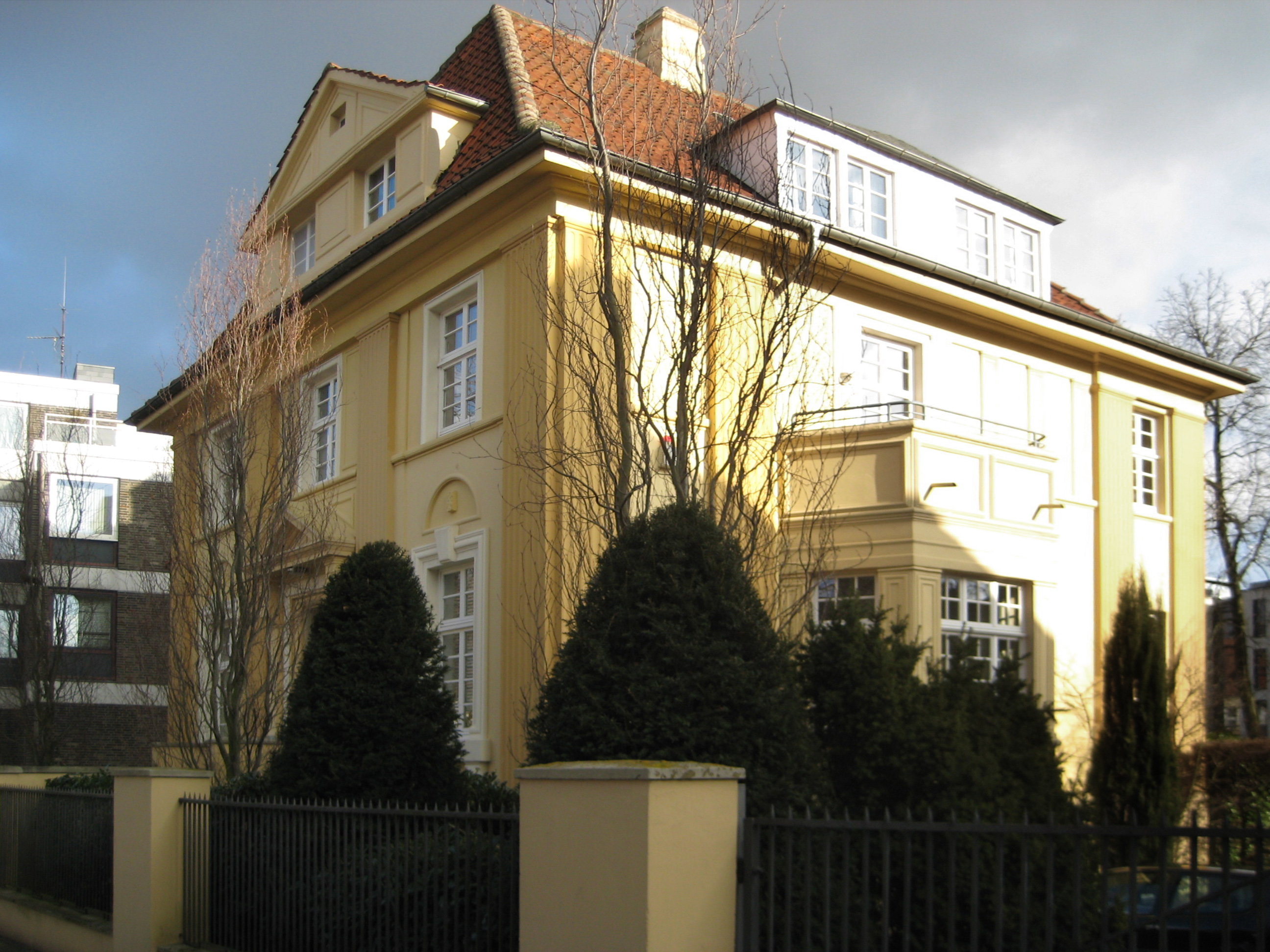
Im Dachgeschoss der 1922 von Rahel und Philipp Nussbaum erbauten Nussbaum-Villa in Osnabrück befand sich das Atelier des jungen Felix Nussbaum

Felix Nussbaum wuchs als zweiter Sohn des Kaufmanns Philipp Nussbaum (1872–1944) und seiner Frau Rahel, geb. van Dijk (1873–1944), in Osnabrück auf. Er hatte einen älteren Bruder Justus Nussbaum (1901–1944). Die Familie war dem Reformjudentum zuzurechnen.

### Künstlerische Entwicklung
Der Vater, ein Hobbymaler, förderte und ermutigte seinen Sohn, Malerei zu studieren. Nach dem Besuch der jüdischen Elementarschule und des Realgymnasiums nahm er 1922/23 das Kunststudium an der Hamburger Kunstgewerbeschule auf und setzte seine Ausbildung bis 1930 an der Berliner Lewin-Funke-Schule und an den Vereinigten Staatsschulen für Freie und Angewandte Kunst in Berlin als Schüler von Paul Plontke und César Klein, ab 1928 als Meisterschüler bei Hans Meid fort.
In Berlin lernte Felix Nussbaum 1927 seine Lebensgefährtin und spätere Ehefrau – die 1899 in Warschau geborene Malerin Felka Platek – kennen.
In den Jahren um 1930 hatte er große Ausstellungserfolge in Berlin. Seine ersten Einzelausstellungen hatte er schon 1927 in einer Osnabrücker Buchhandlung und 1928 in der Berliner Galerie Casper. Auf den Spuren van Goghs reiste er nach Frankreich und nahm sich nach der Rückkehr 1929 ein eigenes Atelier in Berlin. Der künstlerische Durchbruch gelang ihm 1931 mit dem Gemälde Der tolle Platz. Er ironisierte damit das Honoratiorentum der Abteilung für Bildende Künste der Berliner Preußischen Akademie mit ihrem Präsidenten Max Liebermann. Von Oktober 1932 bis Mai 1933 war er Studiengast der Villa Massimo in Rom. Er musste die Akademie nach einem Streit mit dem Maler Hanns Hubertus Graf von Merveldt vorzeitig verlassen.

### Emigration

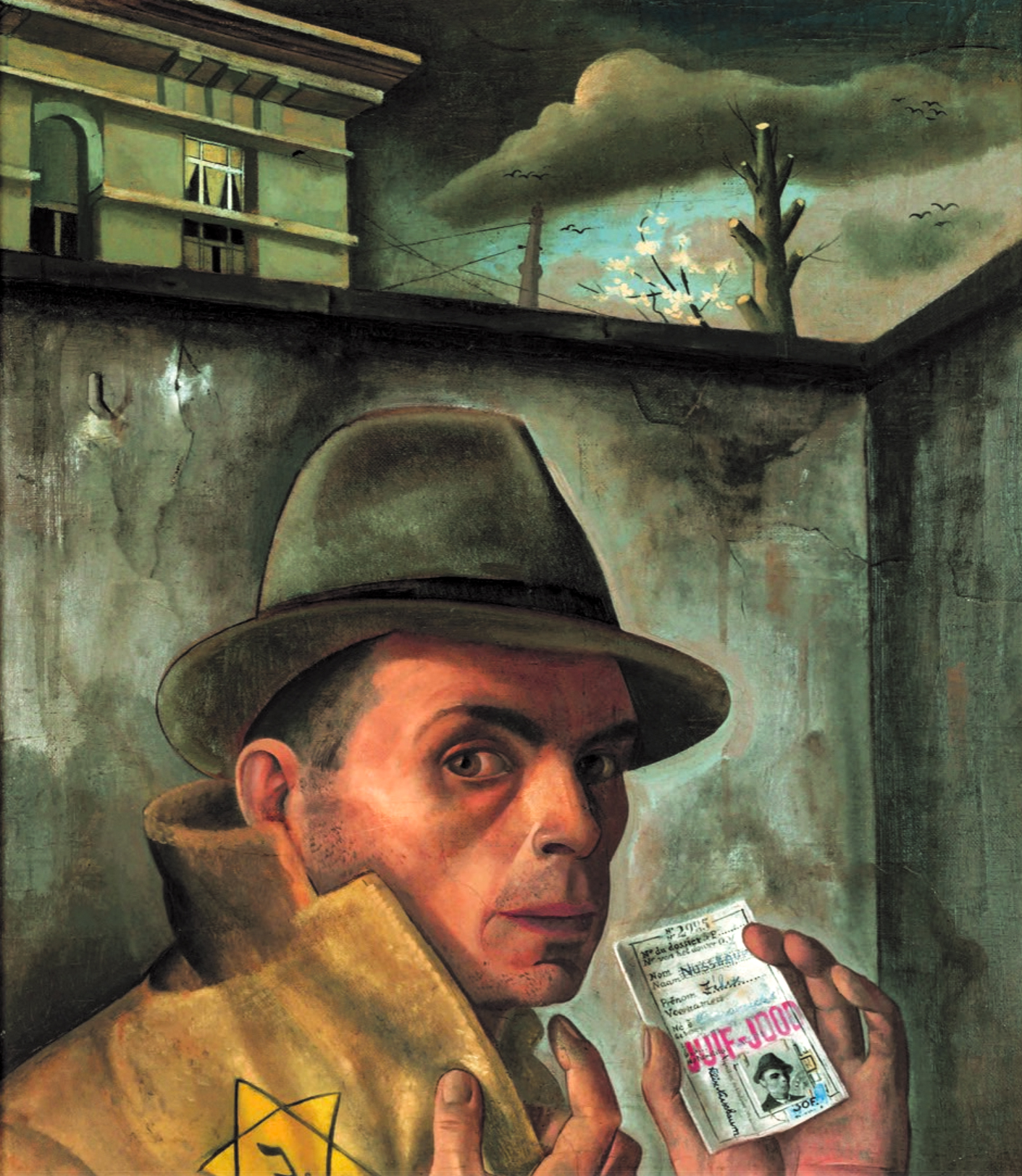
„Selbstporträt mit Judenpaß“, Brüssel, um 1943

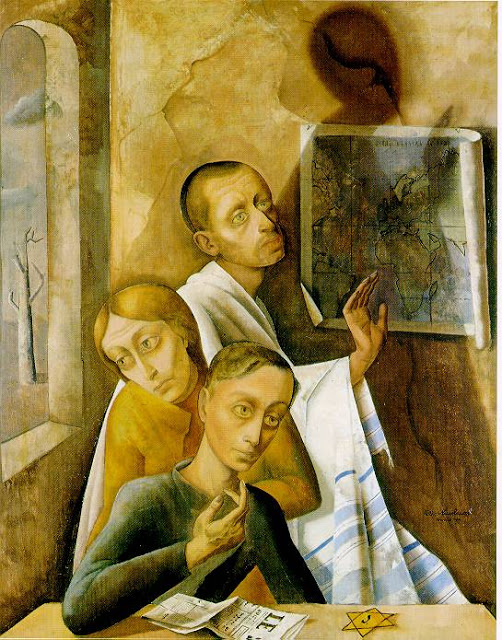
„Dreiergruppe“, 1944

Mit dem Beginn der nationalsozialistischen Herrschaft (30. Januar 1933) lebte Nussbaum mit Felka Platek im Exil in Italien, Frankreich und ab 1937 in Brüssel. Das Malerpaar heiratete 1937 in Brüssel. Zwei Tage nach dem Einmarsch deutscher Truppen am 8. Mai 1940 wurde Felix Nussbaum von den belgischen Behörden als deutscher Ausländer verhaftet und in das südfranzösische Internierungslager Saint-Cyprien (Pyrénées-Orientales) gebracht. Unter dem Eindruck des Lagers bat er die französische Lagerführung um Rückführung nach Deutschland; unterwegs in Bordeaux konnte er fliehen.
Er kehrte nach Brüssel zurück, wo Felka Platek geblieben war. Beide tauchten dort bei einem befreundeten Kunsthändler unter.

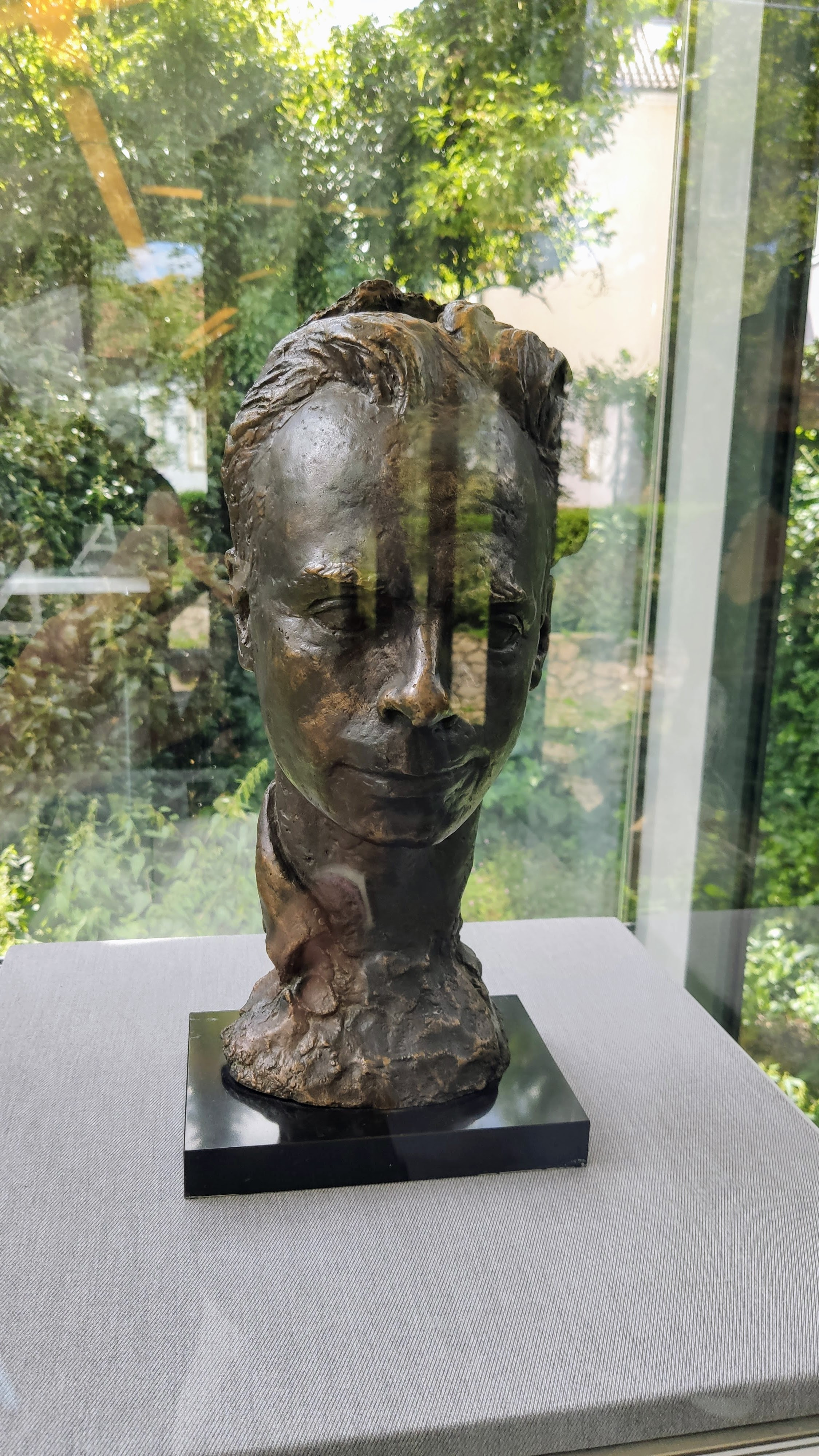
Portrait Felix Nussbaum (Dolf Ledel, Bronzeguss 1981 nach einem Steinguss 1942)

### Denunziation, Deportation und Tod
Nach einer Denunziation im Juni 1944 wurde das Ehepaar Nussbaum inhaftiert und mit dem letzten Deportationszug vom Sammellager Mechelen in das Vernichtungslager Auschwitz-Birkenau gebracht.
Bisherige Annahmen, wonach beide am 2. August 1944 bei der Ankunft des Transports in Auschwitz dort in den Gaskammern ermordet wurden, wurden 2014 widerlegt: Laut einer im Russischen Staatsarchiv in Moskau entdeckten Akte der Chirurgischen Abteilung des Lagerhospitals aus Block 21 des Stammlagers Auschwitz war Felix Nussbaum als Häftling mit der Nummer B-3594 geführt und am 20. September 1944 wegen einer Blase am Zeigefinger der linken Hand behandelt worden. Er gehörte demnach zu den 361 als arbeitsfähig eingestuften Juden seines Transports, die nicht sofort vergast wurden. Es gibt keine Belege dafür, dass er nach dem 26. November 1944, wie in vielen Fällen geschehen, in ein anderes Lager verlegt worden wäre. Er gehörte auch nicht zu den am 27. Januar 1945 befreiten Überlebenden von Auschwitz. Deswegen wird angenommen, dass er zwischen dem 20. September 1944 und dem 27. Januar 1945 in Auschwitz ermordet wurde.
Auch seine Eltern und sein Bruder wurden im Holocaust ermordet, die Eltern 1944 in Auschwitz, der Bruder im gleichen Jahr im KZ Stutthof.

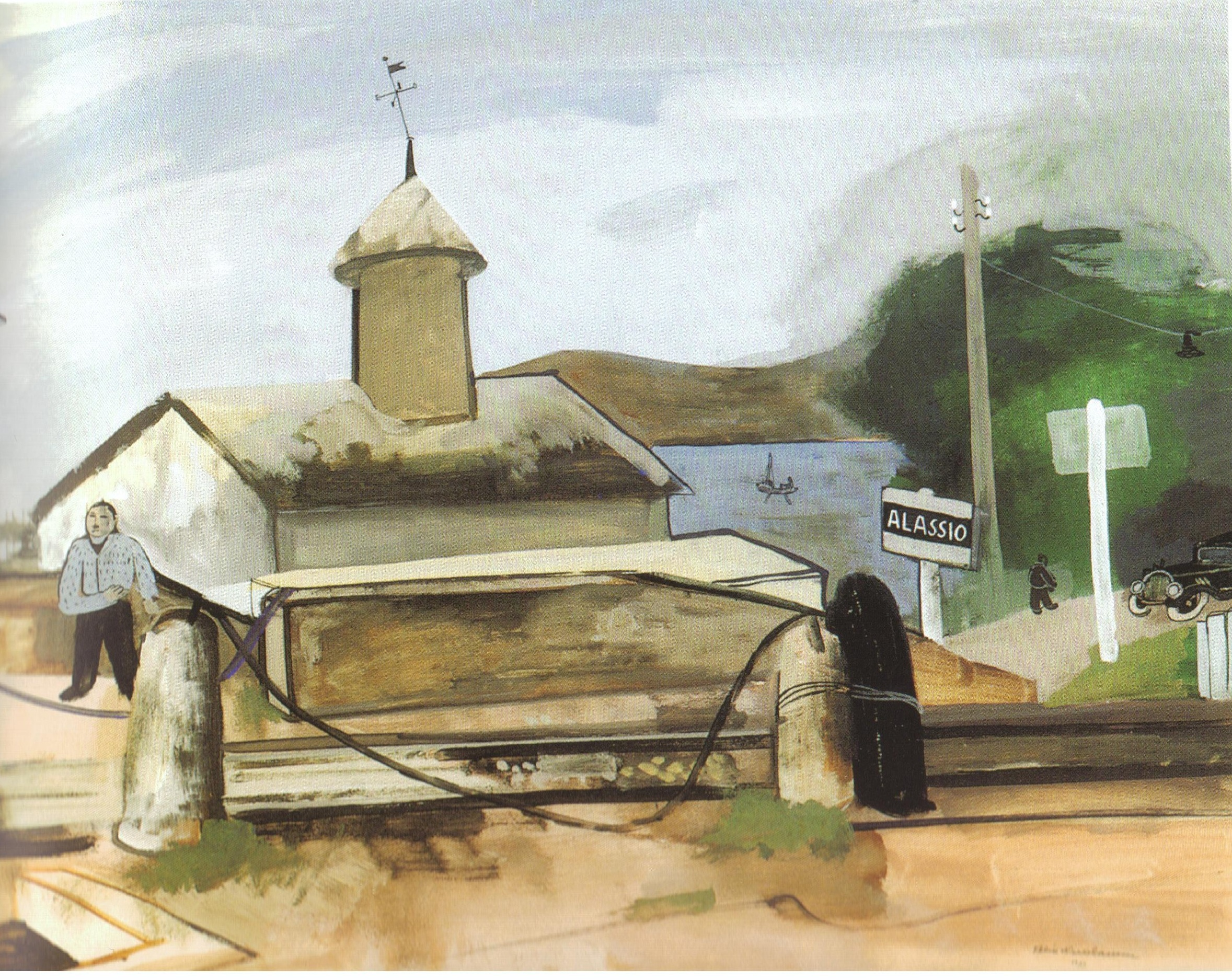
Bahnhof Alassio (1933)

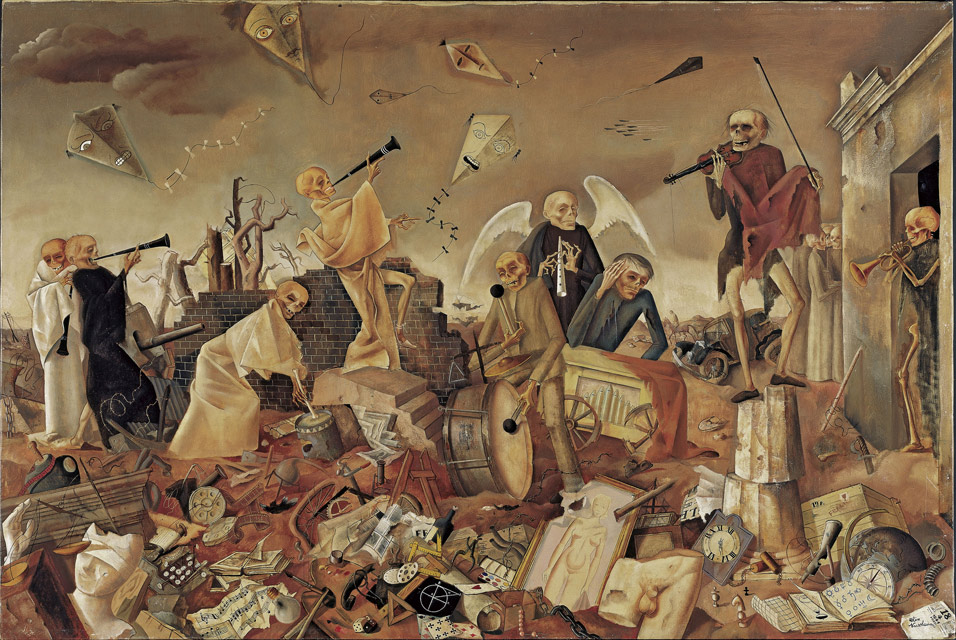
Triumph des Todes (Die Gerippe spielen zum Tanz), 1944; gilt als Nussbaums letztes Gemälde und künstlerisches Testament

## Werke (Auswahl)

### Malerei
Sein Hauptwerk schuf Nussbaum in seinen letzten Lebensjahren, die er bis zu seiner Verhaftung am 20. Juni 1944 in einem Versteck in Brüssel verbrachte. Wie kaum ein anderer Künstler seiner Generation hat Felix Nussbaum in diesen Bildern den Holocaust in Europa künstlerisch verarbeitet. In der lebensbedrohlichen und aussichtslosen Situation im Versteck wurde die Malerei für ihn zur Widerstandshandlung, da sie ihm seine menschliche Würde und das Recht auf Selbstbestimmung erhielt. Das Werkverzeichnis zählt 456 Werke und 21 Gelegenheitsarbeiten auf.
Belgische Bekannte retteten seine Bilder aus der Zeit des Exils. Während seine Werke bis in die 1980er Jahre wenig Beachtung fanden, erzielte ein Schlüsselgemälde 1997 auf einer Auktion (umgerechnet) 1,7 Millionen Euro.
Unter dem bisher bekannten Gemälde "Rue triste" (oder Traurige Straße) wurde im Jahr 2022 an der TH Köln eine Übermalung entdeckt: Unter dem Gemälde befand sich eine Szene, die die Schrecken der Pogromnacht 1938 zeigt. Das Gemälde konnte dadurch vom Jahr 1928 auf 1938 neu datiert werden.
- Das Geheimnis. November 1939, Öl auf Leinwand, 61 × 74,5 cm, Privatbesitz Osnabrück.
- Der Flüchtling 1. 1939, im Felix-Nussbaum-Haus Osnabrück.
- Jaqui auf der Straße. 1944, im Felix-Nussbaum-Haus Osnabrück.
- Triumph des Todes. 1944, im Felix-Nussbaum-Haus Osnabrück.[12]

### Kinderbuch
Im Jahr 1936 konzipierte Felix Nussbaum gemeinsam mit seinem Freund Michael Loewen eine Kindergeschichte für einen Zeichentrickfilm. Der Trickfilm mit den Figuren Pit und Peggs kam zu ihren Lebzeiten allerdings nie zustande. Es blieben jedoch 29 Schwarzweiß-Fotografien der Originalzeichnungen erhalten. Daraus entwickelte der Berliner Schaltzeit Verlag in Zusammenarbeit mit der Autorin Dörte Grimm und dem Münsteraner Zeichner Frank Hoppmann das Kinderbuch:
- Die Abenteuer von Pit und Peggs – Die Reise zur Blumenparade, Schaltzeit Verlag, Berlin 2015, ISBN 978-3-941362-66-6.[13]

### Trickfilm
2024 wurde die Geschichte von Pit und Peggs als Trickfilm realisiert und 2025 anlässlich des Holocaust-Gedenktages bei der Sendung mit der Maus gezeigt.

## Ausstellungen
- 1929: Große Kunstausstellung, Kunstverein Kassel.
- 6. Mai bis 26. August 1990: Kulturgeschichtliches Museum Osnabrück: Felix Nussbaum. Verfemte Kunst – Exilkunst – Widerstandskunst.[18]
- 2004: Jüdisches Museum Rendsburg: Felix Nussbaum.[19]
- 22. September 2010 bis 23. Januar 2011: Musée d’art et d’histoire du Judaïsme (Museum für jüdische Kunst und Geschichte) in Paris: Felix Nussbaum 1904–1944.[20]
- 2012/2013: Felix Nussbaum im Spiegel seiner Zeit, Schloss Cappenberg.[21]
- 2014/2015: Nussbaums Welt der Dinge, Stillleben von Felix Nussbaum und Gästen, Felix-Nussbaum-Haus, Osnabrück.[22]
- 2023/2024: „Ich wehre mich und werde nicht müde.“ – Felix Nussbaum und künstlerischer Widerstand heute. Felix-Nussbaum-Haus, Osnabrück.

## Würdigung

### Felix-Nussbaum-Haus Osnabrück

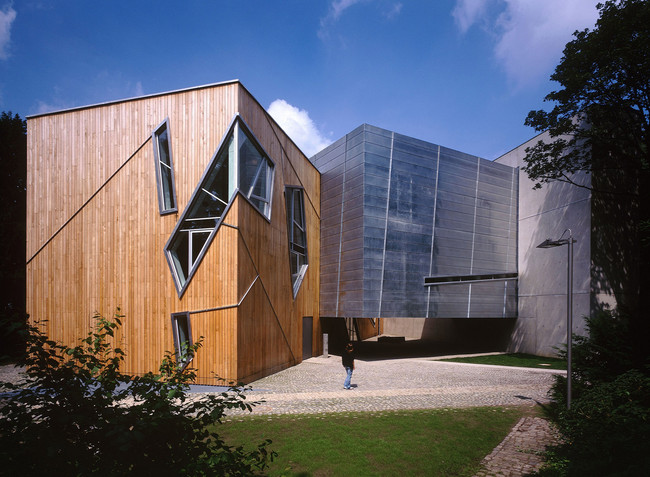
Felix-Nussbaum-Haus in Osnabrück

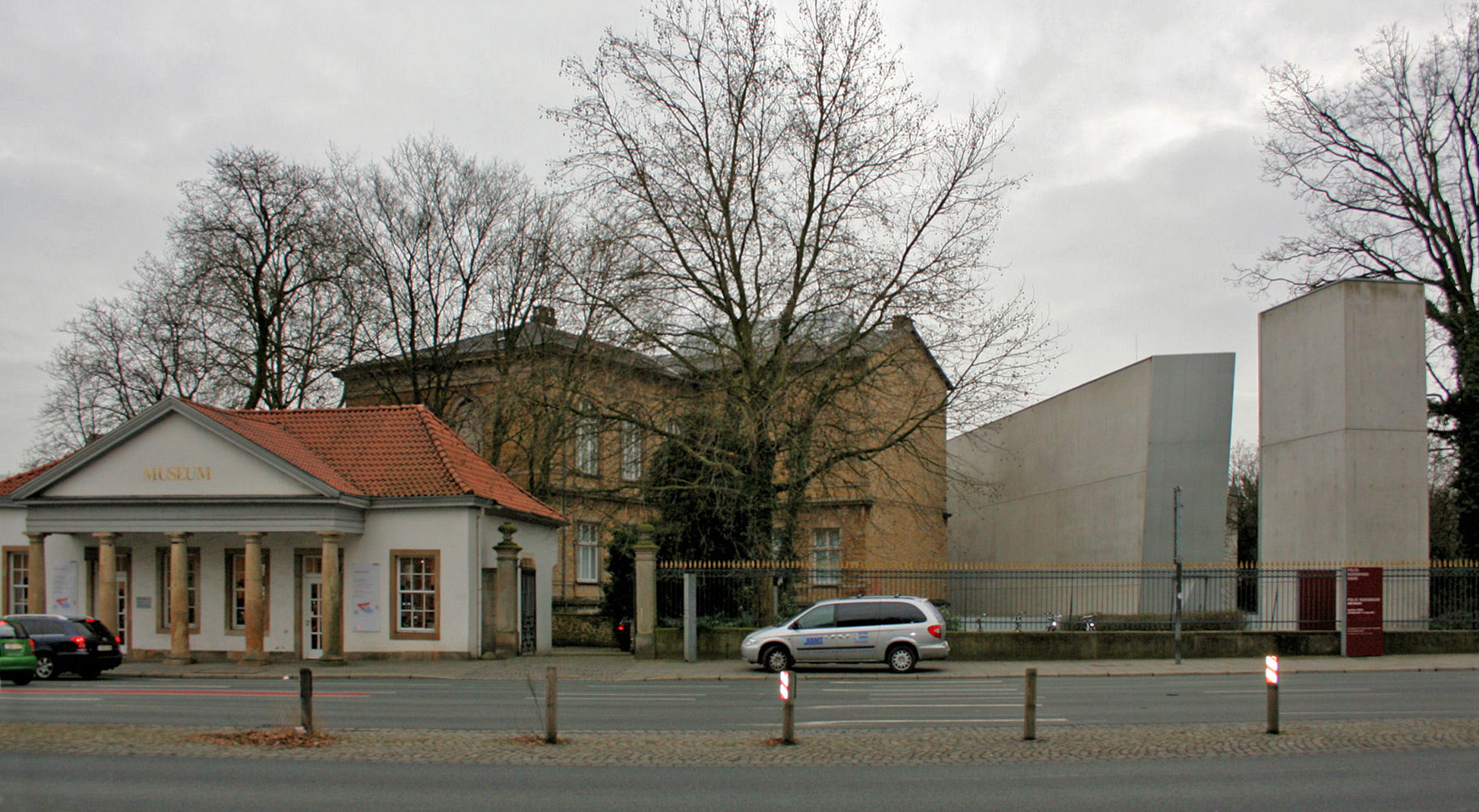
Felix-Nussbaum-Haus (rechts) im Museumskomplex von Osnabrück, in der Mitte das Kulturgeschichtliche Museum, links das Akzise-Haus

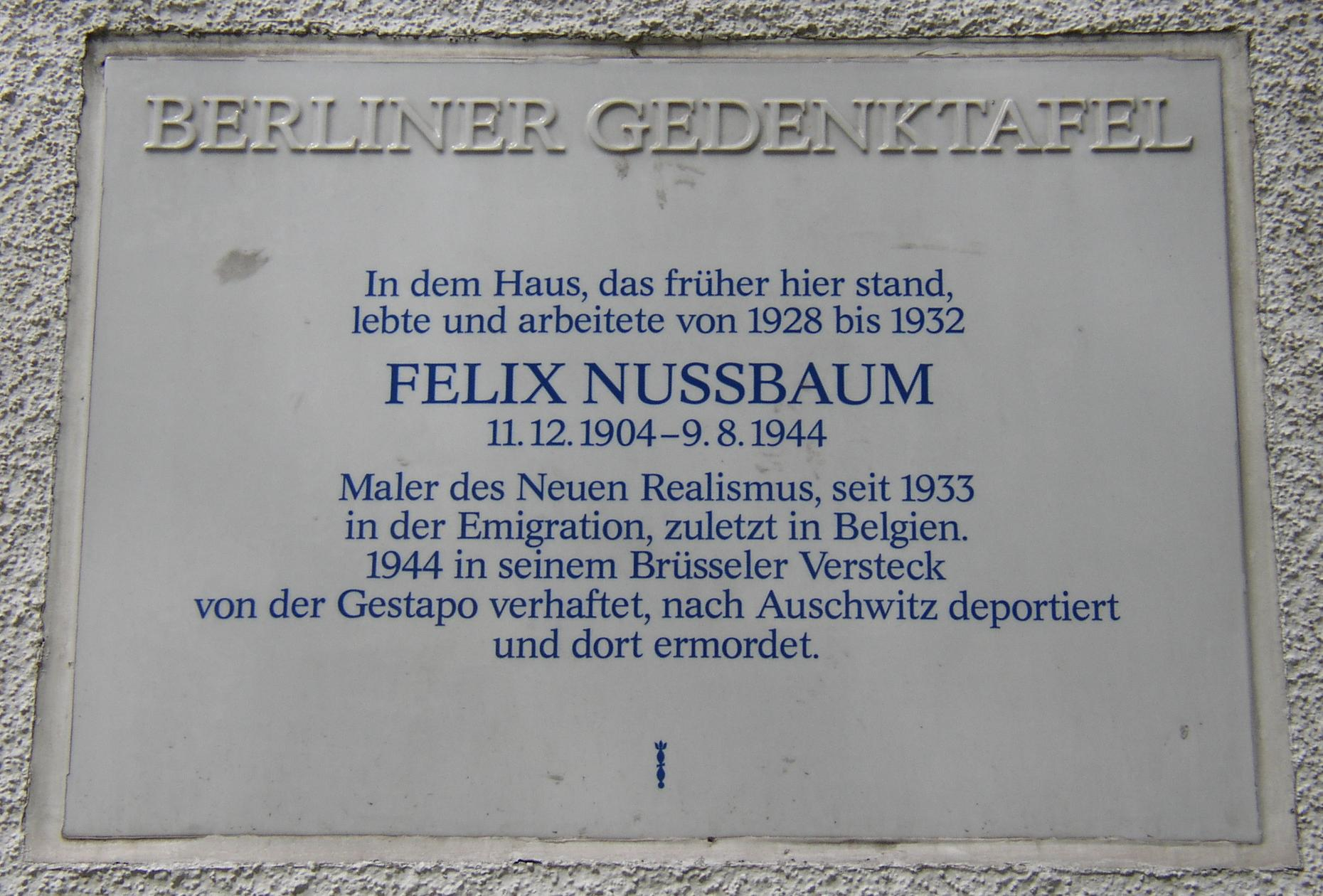
Berliner Gedenktafel in Berlin-Wilmersdorf, Xantener Str. 23

Am 16. Juli 1998 wurde in Osnabrück das Felix-Nussbaum-Haus eröffnet, das mit mehr als 200 Werken die weltweit größte Sammlung des Malers beherbergt. Das Gebäude wurde nach den Plänen des amerikanisch-jüdischen Architekten Daniel Libeskind errichtet, der die Architektur eng mit dem tragischen Leben des Künstlers und dessen Tod in Auschwitz verknüpft.
Die Felix-Nussbaum-Gesellschaft e. V. in Osnabrück fördert die Erforschung und Bekanntmachung des Œuvres von Nussbaum.
Zum 100. Geburtstag im Jahre 2004 brachte die Deutsche Post im Rahmen der Serie „Deutsche Malerei des 20. Jahrhunderts“ eine Sonderbriefmarke mit dem Motiv des Gemäldes Das Geheimnis heraus.
Das Werk und die Lebensgeschichte Felix Nussbaums werden bis heute von Künstlern rezipiert. Nussbaum war eine tragende Säule des „Albums der Erinnerung“ von Cyrus Overbeck 2019 in der Duisburger Cubus Kunsthalle. Grigory Berstein zeigte 2020 zu Nussbaum die Ausstellung „wächst das Rettende – das kurze Leben des Felix Nussbaum“ im NS-Dokumentationszentrum der Stadt Köln. Sie war bereits 2014 als Rauminstallation im Felix-Nussbaum-Haus zu sehen gewesen.

### Stolpersteine
Vor der Nussbaum-Villa, Schloßstraße 11, erinnern in Osnabrück drei Stolpersteine daran, dass dort Felix Nussbaum und seine Eltern wohnten. Ein weiterer Stolperstein erinnert in Brüssel, 22 rue Archimède, an ihn und seine Frau. Dieses Haus war ihr letzter Aufenthaltsort vor der Deportation. Ein Stolperstein vor der Hochschule für bildende Künste Hamburg erinnert ebenfalls an ihn.

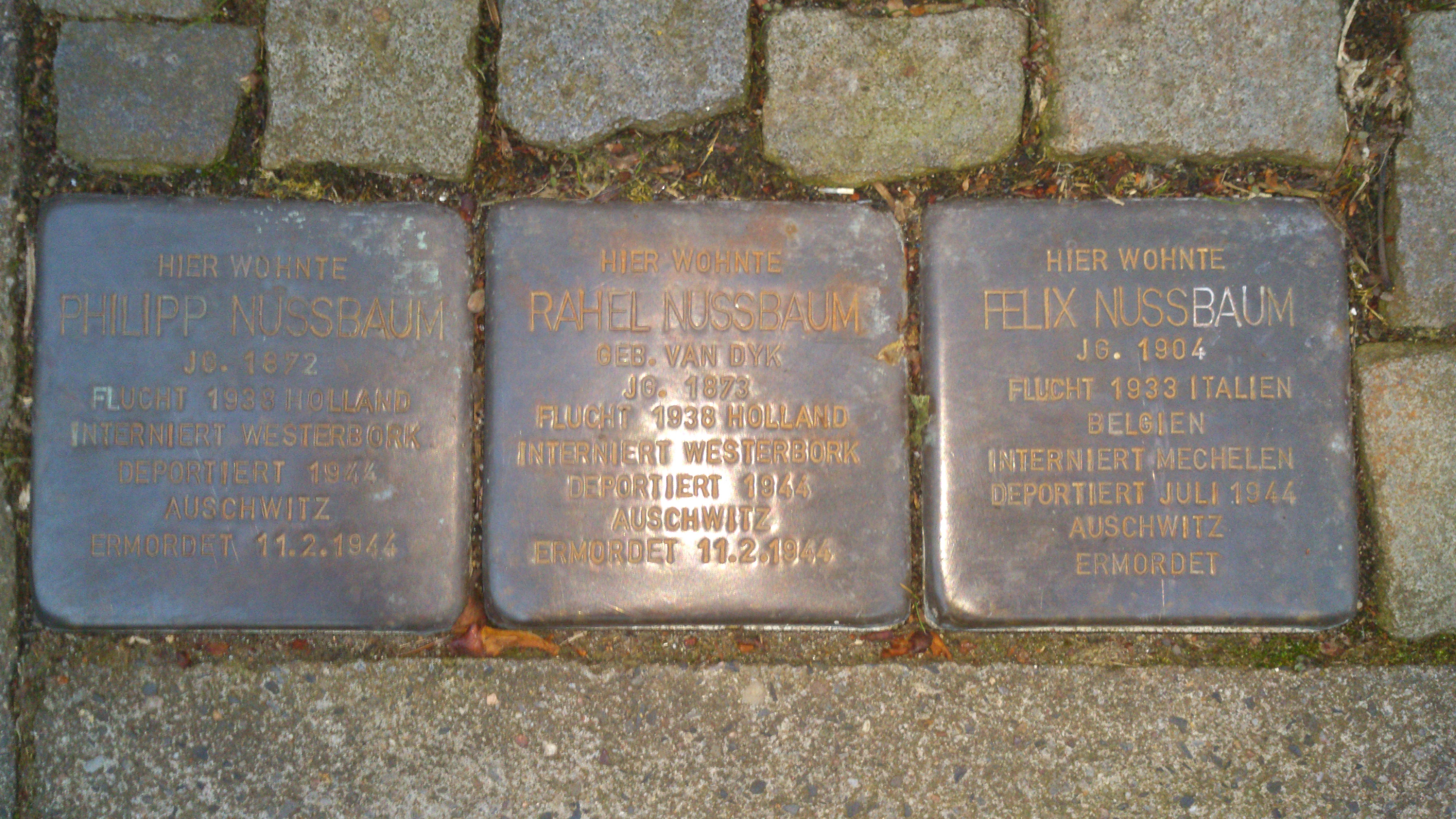
Stolpersteine von Philipp, Rahel und Felix Nussbaum in Osnabrück
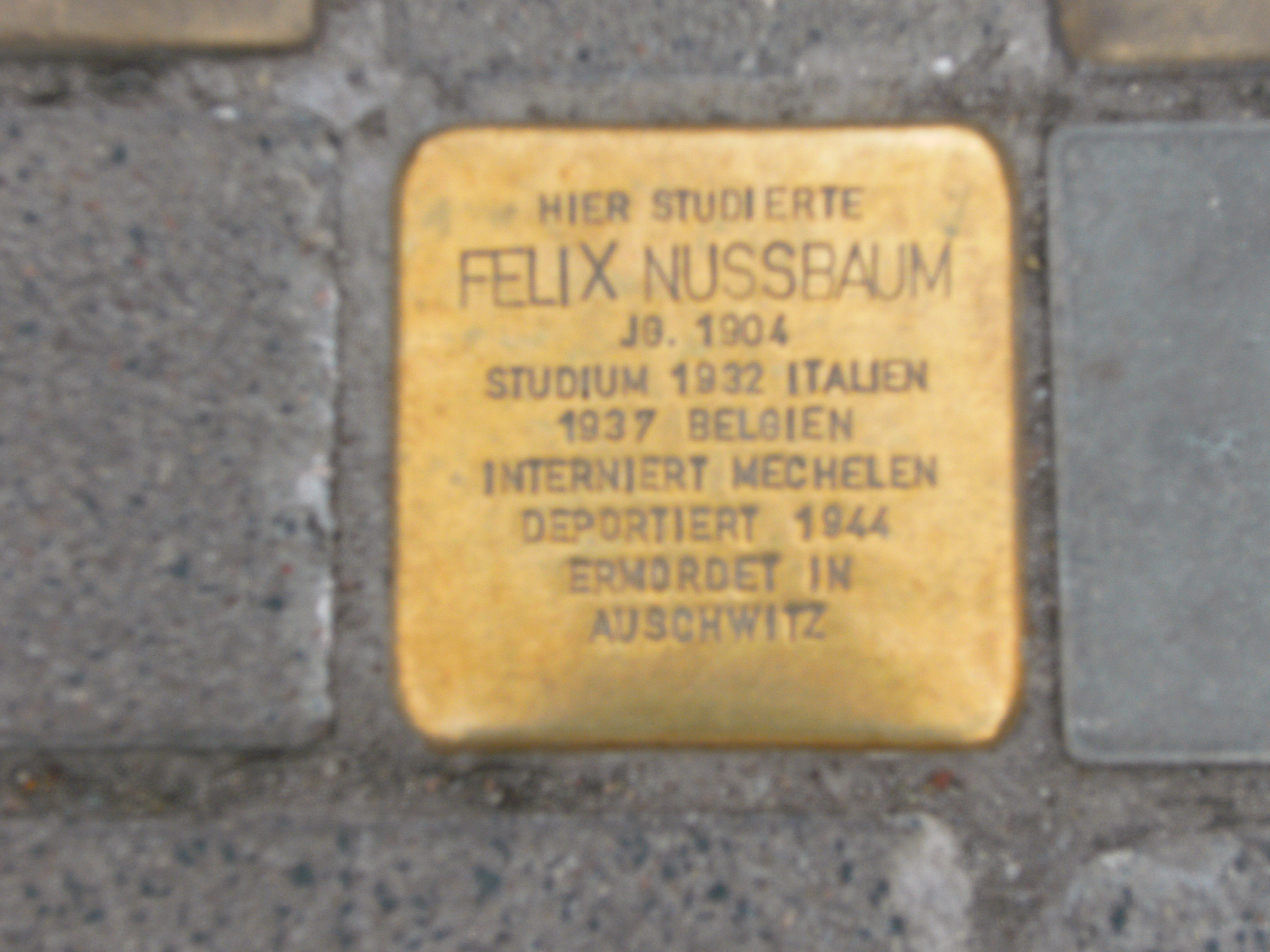
Hamburg, Hochschule für bildende Künste: Stolperstein für den ehemaligen Studenten Felix Nussbaum (1904–1944)
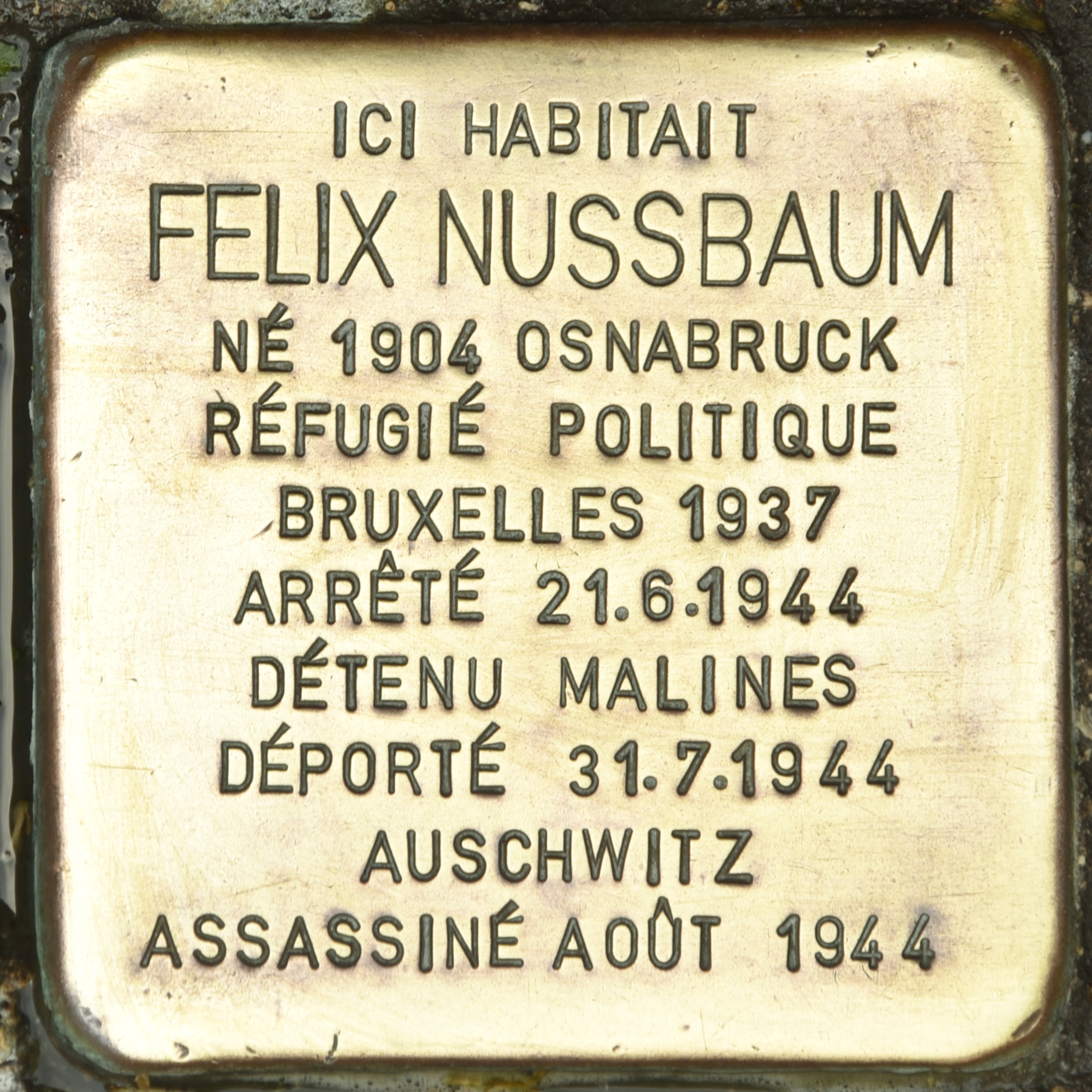
Stolperstein in Brüssel
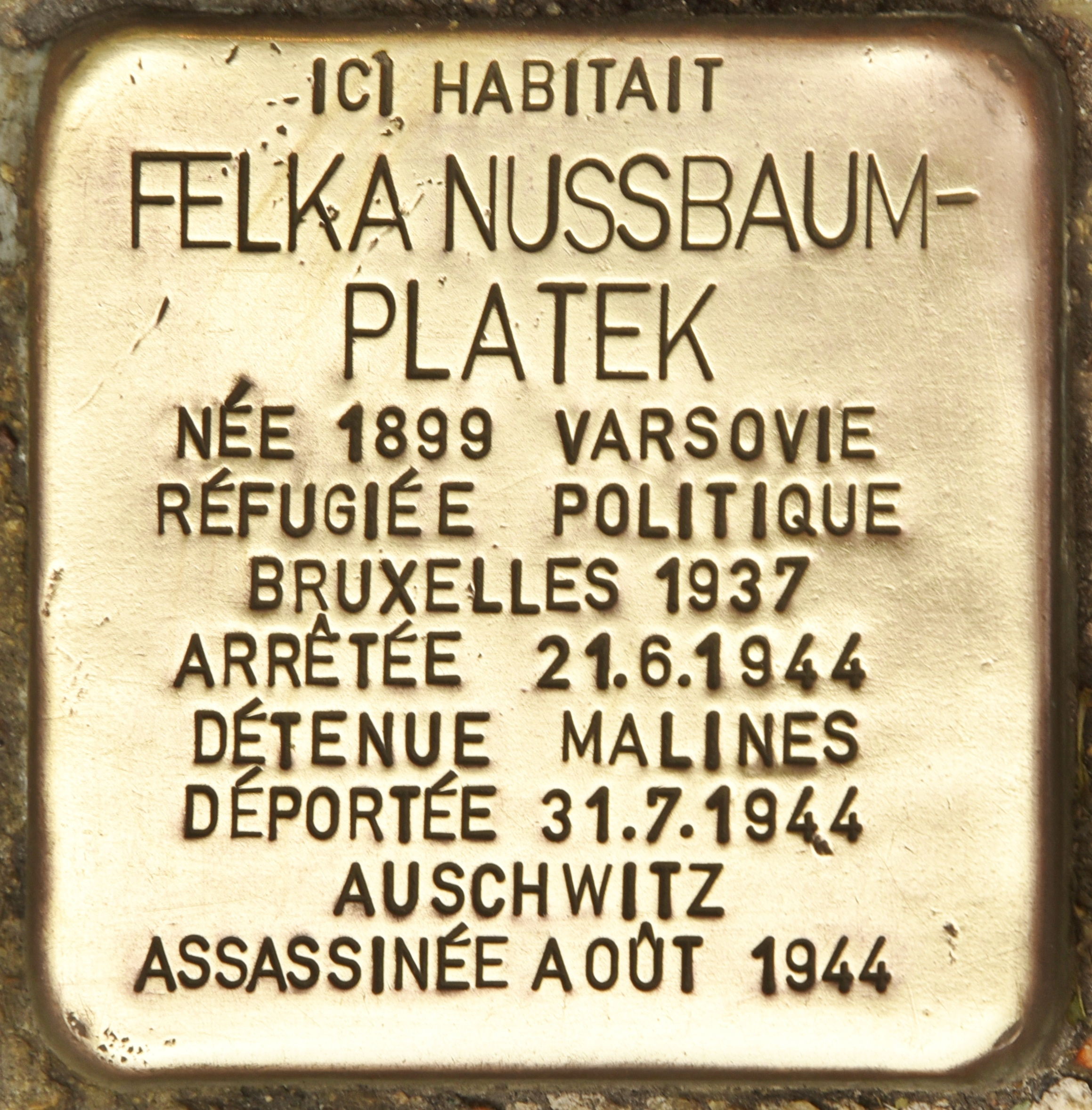
Stolperstein für seine Frau Felka Nussbaum-Platek

### Theater
Am 30. Januar 2010 fand im Theater am Domhof in Osnabrück die Premiere des Theaterstücks Felix Nussbaum von Christoph Klimke statt.

### Schule
Im Stadtteil Sonnenhügel der Friedensstadt Osnabrück besuchen etwa 280 Schülerinnen und Schüler die Felix-Nussbaum-Schule im Schulzentrum Sonnenhügel. Die Hauptschule, seit 2003 als Ganztagsschule, gehört seit 1981 zum städtischen Schulzentrum.

### Comic
Der französische Comiczeichner Émile Bravo setzt Felix Nussbaum in »Spirou oder: die Hoffnung« ein Denkmal. In der vierbändigen, in der Zeit der deutschen Besatzung in Brüssel angesiedelten Erzählung trifft Spirou auf Felix Nussbaum und Felka Platek und freundet sich mit dem Paar an. „Diese Freundschaft ist für den Verlauf der insgesamt auf vier Bände angelegten Geschichte von zentraler Bedeutung.“